# Stephen Lighthill
Stephen Lighthill (* 20. Jahrhundert) ist ein US-amerikanischer Kameramann. Von 2012 bis 2013 war er Präsident der American Society of Cinematographers. 2020 wurde er erneut in das Amt gewählt. Für den Zeitraum 2022/2023 wurde er ein drittes Mal gewählt.
Lighthill tritt seit 1977 als eigenständiger Kameramann in Erscheinung. Zuvor war er als einfacher Kameramann seit den frühen 1970er Jahren im Filmbereich tätig. Sein Schaffen umfasst mehr als 50 Produktionen, darunter neben diversen Fernsehproduktionen vor allem Dokumentationen. Lighthill ist am American Film Institute Conservatory des American Film Institute für den Bereich der Kameraarbeit verantwortlich.
Lighthill begann seine Tätigkeit im Filmgeschäft mit Aufnahmen für Nachrichtenprogramme im San Francisco Bay Area. Später folgten Arbeiten für Dokumentationen und Film und Fernsehen. Die Society of Operating Cameramen zeichnete ihn im Jahr 2000 für seine Lebensleistung aus. 2018 wurde Lighthill mit dem  ASC President’s Award ausgezeichnet.

## Filmografie (Auswahl)
- 1977: Drunter und drüber (Over-Under Sideways-Down)
- 1981: The Day After Trinity
- 1988: Ry Cooder & the Moula Banda Rhythm Aces: "Let’s Have A Ball"
- 1989: Berkeley in the Sixties – Die Geburt der 68er Bewegung (Berkeley in the Sixties)
- 1990: Forever Activists: Stories from the Veterans of the Abraham-Lincoln-Brigade
- 1992: Love Bites
- 1993: The Spirit of ’76
- 1994–1995: Earth 2 (Fernsehserie)
- 1996: Tell the Truth and Run: George Seldes and the American Press
- 1996: Das Böse hat ein Gesicht (Evil Has a Face, Fernsehfilm)
- 1999: Entführung im Paradies (Kidnapped in Paradise, Fernsehfilm)
- 1999: Der Feind in meinem Haus (Stranger in My House)
- 2005: Larva (Fernsehfilm)